# Cyphalonotus assuliformis
Cyphalonotus assuliformis là một loài nhện trong họ Araneidae.
Loài này thuộc chi Cyphalonotus. Cyphalonotus assuliformis được Eugène Simon miêu tả năm 1909.